# Mistrzostwa Polski w Łyżwiarstwie Szybkim w Wieloboju 1996
68. Mistrzostwa Polski w łyżwiarstwie szybkim w wieloboju odbyły się w 1996 roku w Sanoku na torze Błonie. Złote medale zdobyli Ewa Borkowska-Wasilewska i Paweł Zygmunt.

## Kobiety
| Msc. | Zawodniczka                             | 500 m | 1500 m | 3000 m | 5000 m | Wielobój |
| 1.   | Ewa Borkowska-Wasilewska (Orzeł Elbląg) |       |        |        |        | 193,019  |
| 2.   | Maja Ufel-Buczyńska (Orzeł Elbląg)      |       |        |        |        | 198,048  |
| 3.   | Aneta Rękas (Orzeł Elbląg)              |       |        |        |        | 198,345  |

## Mężczyźni
| Msc. | Zawodnik                                   | 500 m | 1500 m | 5000 m | 10 000 m | Wielobój |
| 1.   | Paweł Zygmunt (SNPTT Zakopane)             |       |        |        |          | 173,518  |
| 2.   | Jaromir Radke (Pilica Tomaszów Mazowiecki) |       |        |        |          | 174,578  |
| 3.   | Witold Mazur (Zryw Sanok)                  |       |        |        |          | 178,950  |